# 章基嘉
章基嘉（1930年1月1日—1995年10月5日），男，安徽绩溪人，中国气象学家。

## 生平
1944年毕业于绩溪县立初中（今绩溪中学）。1951年提前从上海交通大学物理系毕业任气象兵参加抗美援朝。1955年被派往苏联列宁格勒水文气象学院研究班学习，1958年取得博士回国，在中央气象局和研究所从事中长期天气预报。
1960年参加筹建南京气象学院工作，后在南京气象学院工作23年，历任天气动力教研组组长、气象系主任、副院长。
1962年赴越南河内综合大学任教，获得“胡志明奖章”和“中越友谊奖章”。
1978年开始指导研究生。1980年起任国家气象局第一副局长，兼任北京气象学院院长、教授，南京气象学院、中山大学教授。
1995年10月5日，横穿马路的章基嘉被一辆收破烂的三轮板车撞倒，于当天死亡。

## 社会兼职
- 国家气象科学研究院兼职研究员
- 中国气象学会副理事长兼秘书长
- 国家科技进步奖评审委员会自然灾害监测和预报行业评审组组长
- 国家气侯委员会副主任兼秘书长
- 国家“七五”攻关项目领导小组组长
- 全国气象部门正研级高级专业技术职务评审委员会主任委员
- 全国自然科学名词审定委员会委员兼大气科学名词委员会主任
- 世界气象组织大气科学委员会中国首席代表兼咨文工作组成员
- 国际大地测量和地球物理学协会中国分会委员兼气象和大气物理协会中国分会主席[1]

## 轶事
撞死章基嘉的任庭付随后弃车逃逸，于2006年在北京被抓获。